# أليستير براون (لاعب كرة قدم)
أليستير براون (بالإنجليزية: Alistair Brown)‏ (12 ديسمبر 1985 في المملكة المتحدة - ) هو لاعب كرة قدم بريطاني في مركز حراسة المرمى. لعب مع ريث روفرز ونادي هيبرنيان ونادي ستنهاوسموير وفورفار أثلتيك ‏ وهورلفورد يونايتد ‏ ونادي كاودينبيث لكرة القدم ونادي آير يونايتد.

## وصلات خارجية
- أليستير براون على موقع Soccerbase.com (لاعب) (الإنجليزية)